# Јапански брест
Јапански брест (Ulmus davidiana var. japonica (Rehd.) Nakai) се данас сматра варијететом врсте U. davidiana Planch. (раније је сматран варијететом пољског бреста: U. campestris var. japonica Sarg. ex Rehd.), док га неки аутори сматрају самосталном врстом. Амерички ботаничар Сарџент му додељује епитет јапански Ulmus japonica (Rehd.) Sarg. (1894), а јапански ботаничар Коидзуми даје му назив U. propinqua Koidz. што значи сродни (вероватно са U. davidiana).

## Ареал
Ендемска врста у већем делу континенталне северисточне Азије и Јапану. Расте у мочварним шумама и на младим алувијалним земљиштима, мада је већина оваквих станишта заузета интензивним гајењем пиринча. 

## Опис врсте
У Јапану дрво око 35 m висине и прсним пречником од 2 m, са широком круном и висећим гранама. Кора сива или сивомрка, испуцала. Млади леторасти веома маљави, касније бледомрки, понекад са плутастим крилима. Вегетативни пупољци 4-7 mm дуги и 2-2,5 mm широки, мрки, јајасти, зашиљени и посути кратким сивим прилеглим длачицама.
Листови овални или објајасти 8-12 cm дуги и 4-7 cm широки, неједнаке, ширококоничне основе и нагло суженог, а затим извученог врха, грубо тестерасти, са густим длачицама у почетку, касније веома рапави. Наличје листова блеђе, маљаво, посебно дуж средњег и бочних нерава којих је 7-13 пари. Лисна дршка дуга око 4 mm, длакава.
Цветни пупољци 4-4,5 mm дуги и 3-3,5 mm широки, широко јајасти, тупи, мрки или сиви са кратким прилеглим длачицама. Цвасти главичасте са скоро седећим цветовима. Перигон го, 1,5 до 2,5 mm дуг, светлозелен, понекад светлоружичаст, раздељен на 4-5 на крајевима трепавичастих режњева, и истим бројем прашника тамноцрвених антера. Тучак је го са белим жигом.
Плодови објајасти, дуги 1,6 cm, широки око 1 cm, зашиљене основе. Семе је смештено близу уреза чије су унутрашње ивице трепавичасте, са обе стране са ситним длачицама. Семе 3-3,5 mm дуго и 2-2,5 mm широко.

## Култивари
- 'Variegata' (syn: U. japonica 'Variegata') је унутарврсни култивар интродикован из Јапана у Боскоп (Холандија) 1979. године. У литератури углавном непознат. У петој години висок око 2 m, са гранањем од земље. Према Ван де Лаару (1984), који је извршио интродукцију, примерак у Боскопу се битно разликује од родитељске индивидуе у Јапану по повећаном броју зелених листова и некомпактној круни. Листови дуги 3-5,5 cm и 1,5-3,3 cm широки, са белим мраморастим мрљама различитих величина и облика углавном у правцу пружања нерава, голи и с лица и наличја. Основа листа симетрична, обод грубо тестераст, са 6-10 нерава на једној половини, који се ретко рачвају. Лисна дршка 2-4 mm[2].

- 'Morton' ('Accolade') унутарврсни култивар селекционсан у Мортон арборетуму у близини Чикага 1924. године из семена сакупљеног у Арнолд арборетуму (Масачусетс). Дрво личи на амерички брест због свог вазоликог изгледа, мада не достиже његове димензије. Расте до 20 m, а лист му је такође мањи од америчког бреста, дуг је до 8 cm. Размножава се калемљењем на сибирски брест.

- 'Sapporo Autumn Gold' је међуврсни култивар који су синтетисали Smalley & Lester (1973) у Медисону (САД). Добијен је из слободно опрашеног семена сакупљеног са стабла U. pumila из Ботаничке баште Хокаидо универзитета, Сапоро - Јапан. Сматра се да је U. 'Sapporo Autumn Gold' хибрид између U. pumila и U. davidiana var. japonica на основу положаја материнског стабла и резултата из контролисаних укрштања. Дрво расте веома брзо првих година, формирајући густу, вазолику круну. Ортета је у 15. години била висока преко 12 m настављајући са брзим растом и поред густе садње (3x6 m). Smalley и Lester претпостављају да култивар наслеђује висину интермедијерно од родитеља, па очекују да ће достићи 18-20 m у доба пуне зрелости. Кора је глатка или слабо испуцала, тамно до светлосива са тамносмеђим пукотинама. Изданци крећу почетком маја (Медисон) у исто време са аутохтоним америчким брестом; слабо су длакави, сиво зелени, са лица црвенкасти (одлика потомства које садржи гене U. davidiana var. japonica). Лист је елиптичан и симетричан у основи, на врху зашиљен, двоструко тестераст, 8-10 cm дуг и 4,5-5,5 cm широк (лист сенке може да буде и већи). Јесења боја листа је светлозеленкастожута дуго пре опадања (име!). Особине цветова и плодова углавном су интермедијерне у поређењу са родитељским, и не могу послужити као критеријум за распознавање. Ортета је почела са интензивним цветањем у 5. години[2].